# Cartagena (metrostation)
Cartagena is een metrostation in het stadsdeel Chamartin van de Spaanse hoofdstad Madrid. Het station werd geopend op 17 maart 1975 en wordt bediend door lijn 7 van de metro van Madrid.